# Hyalarctia tepica
Hyalarctia tepica är en fjärilsart som beskrevs av Dyar 1914. Hyalarctia tepica ingår i släktet Hyalarctia och familjen björnspinnare. Inga underarter finns listade i Catalogue of Life.